# Гарница (Мехединци)
Гарница (рум. Gârnița) насеље је у Румунији у округу Мехединци у општини Прунишор. Oпштина се налази на надморској висини од 281 m.

## Становништво
Према подацима из 2002. године у насељу је живело 47 становника, од којих су сви румунске националности.